# Vivian Campbell
Vivian Campbell (Belfast, 25 agosto 1962) è un chitarrista britannico noto prevalentemente  per essere membro dei Def Leppard.

## Biografia

### Sweet Savage
Dopo aver cominciato a suonare la chitarra all'età di 12 anni, Vivian Campbell fece la sua prima esperienza importante come membro dei Sweet Savage nel 1979. La band registrò un paio di singoli e si pose come tra le più importanti del neonato movimento NWOBHM, tuttavia faticò a ottenere un considerevole successo commerciale. Campbell lasciò i Sweet Savage nel 1982 quando ricevette l'offerta di unirsi come chitarrista ai Dio.

### Dio
I Dio permisero al chitarrista di farsi notare seriamente per la prima volta. Campbell registrò con il gruppo tre album di grande successo: Holy Diver (1983), The Last in Line (1984) e Sacred Heart (1985). Lasciò la band nel 1986 per riemergere in seguito negli Whitesnake.

### Whitesnake
Campbell sì uni agli Whitesnake nei primi mesi del 1987 in sostituzione di John Sykes, il chitarrista che aveva composto e suonato tutte le parti del nuovo album Whitesnake, ma che era stato tuttavia licenziato dal frontman David Coverdale a registrazioni terminate. In quel periodo la band si preparava ad andare incontro a un incredibile successo commerciale, raggiungendo il picco della propria fama grazie a incessanti concerti in giro per il mondo e costanti apparizioni su MTV. Nonostante non avesse suonato nell'album, Campbell prese parte a tutti i videoclip promozionali girati dal gruppo. Registrò inoltre l'assolo di chitarra per il remix del singolo Give Me All Your Love nel 1988. Campbell si separò dagli Whitesnake dopo la conclusione del relativo tour mondiale.

### Lou Gramm, Riverdogs e Shadow King
Dopo aver lasciato gli Whitesnake, Campbell collaborò al secondo album solista di Lou Gramm, cantante dei Foreigner, intitolato Long Hard Look. Successivamente si unì alla band Riverdogs con cui registrò l'eponimo album di debutto nel 1990. Campbell ritornò a lavorare con Lou Gramm nel 1991 per un nuovo progetto denominato Shadow King. Dopo aver pubblicato un solo album, la band si sciolse in seguito all'offerta ricevuta da Campbell per entrare nei Def Leppard.

### Def Leppard
Nel 1992 Campbell raggiunse i Def Leppard subito dopo la pubblicazione del loro album Adrenalize, in sostituzione del chitarrista Steve Clark morto nel gennaio 1991. Fece il suo debutto ufficiale con i Leppard durante il Freddie Mercury Tribute Concert in diretta televisiva dal Wembley Stadium, il 20 aprile 1992.

### Progetti paralleli
Parallelamente alla sua attività con i Def Leppard, Campbell ha fondato una band denominata Clock ed è occasionalmente ritornato ad esibirsi con i Riverdogs.
Nel 2005 Campbell ha pubblicato il suo primo album solista intitolato Two Sides of If, contenente versioni cover di alcune delle sue canzoni blues preferite.
Nel maggio 2010 sì è unito per una serie di concerti alla nuova formazione dei Thin Lizzy, il suo gruppo preferito di sempre.
A partire dal 2012 ha fondato la band Last in Line con i suoi ex compagni nei Dio: Vinny Appice (batteria), Jimmy Bain (basso), Claude Schnell (tastiera) e il cantante Andrew Freeman.

## Vita privata
Campbell risiede attualmente nella Southern California. Una delle sue più grandi passioni è il calcio, scende infatti regolarmente in campo in occasione di incontri benefici che vedono coinvolti personaggi famosi ed ex calciatori professionisti.
Il 10 giugno 2013 Campbell ha annunciato di essere affetto da linfoma di Hodgkin. Da allora il chitarrista è sottoposto a una serie di cure, che tuttavia non gli hanno impedito di continuare a esibirsi sul palco.

## Discografia

### Con i Sweet Savage
- 1981 - Take No Prisons/Killing Time

### Con i Dio
- 1983 - Holy Diver
- 1984 - The Last in Line
- 1985 - Sacred Heart
- 1986 - The Dio E.P. (1986)
- 1986 - Intermission

### Con Lou Gramm
- 1989 - Long Hard Look

### Con i Riverdogs
- 1990 - Riverdogs
- 2011 - World Gone Mad
- 2017 - California

### Con gli Shadow King
- 1991 - Shadow King

### Con i Def Leppard
- 1993 - Retro Active
- 1996 - Slang
- 1999 - Euphoria
- 2002 - X
- 2006 - Yeah!
- 2008 - Songs from the Sparkle Lounge
- 2015 - Def Leppard

### Con i Clock
- 1998 - Through Time

### Solista
- 2005 - Two Sides of It

### Con i Last in Line
- 2016 - Heavy Crown
- 2019 - II

### Apparizioni speciali
- 1985 - Hear 'n Aid - Stars
- 1988 - Vixen - Vixen
- 1991 - Desmond Child - Discipline
- 1992 - Gotthard - Gotthard
- 2001 - Sebastian Bach - Bach 2: Basics
- 2005 - Ricky Warwick - Love Many, Trust Few
- 2014 - Steel Panther - All You Can Eat

### Tribute album
- 1997 - Stairway to Heaven: A Tribute to Led Zeppelin
- 2006 - Butchering The Beatles: A Headbashing Tribute to The Beatles